# フランケンシュタインの誘惑 科学史 闇の事件簿
『フランケンシュタインの誘惑 科学史 闇の事件簿』（フランケンシュタインのゆうわく かがくし やみのじけんぼ）は、主にNHK BSプレミアム、BS放送改組後はNHK BSで放送されているドキュメンタリー番組。

## 概要
科学史の闇に埋もれた事件に光を当て、科学の正体に迫るドキュメンタリー。
番組は吉川晃司によるナビゲーションパート、tauchi sakuraのイラストによるビデオパート、科学者をゲストに迎えてのトークパートで構成される。
2015年にNHK BSプレミアムの不定期特番として3回放送され、2016〜17年度は月一回のレギュラー番組として放送。2018年度は10月に小説「フランケンシュタイン」の出版から200年になることに因み、3週シリーズによる特集番組として放送。
またNHK Eテレでは上記の2018年10月特番に関連し、再編集番組「サイエンススペシャル フランケンシュタインの誘惑E+」（過去の放送からトークパートの省略と、武内陶子の吹き替えによる謎の知的生命体のCGキャラクター「ドクターフランケンE+」による解説パートの挿入などを行った再編集版。）を同月に2回、2019年度からはレギュラー番組として放送した。ナレーター吉川晃司がオープニングテーマも担当した。
2020年度以降は月1回の木曜放送と翌週の再放送、およびNHK BS4Kで毎月放送（21年度より木曜同時放送）するスタイルが定着し、下半期には新作を年間５本製作・放送している（22年度を除く）。
再編集版製作も2022年まで継続され、2020年度は過去の放送から科学者の人生に内容を絞った20分間のスピンオフ番組「光と闇の科学者列伝」（これのみBSプレミアム）を製作。翌2021年は「フランケンシュタインの誘惑 科学史 闇の事件簿 2021」、2022年は「フランケンシュタインの誘惑29min.」がEテレ向けにそれぞれ製作・放送された。
2023年12月1日よりNHKのBSチャンネルが改組統合されたため、BSプレミアムは放送を終了。以降の放送はNHK BSに引き継がれた。BS4Kの放送分はそのまま同日改組のNHK BSプレミアム4Kへ移行したが、NHK BSより放送日を繰り上げて先行放送を取った。2024年度は放送が月曜に変更され、NHK BSのみで放送中。（4Kでの放送は未定）

## 放送時間
2015年は放送リストを参照。
レギュラー時代
- 2016年度：毎月最終木曜日 21:00 - 22:00
  - 再放送：放送の翌々日 土曜日 18:00 - 19:00（8月まで）
- 2017年度：毎月最終木曜日 22:00 - 23:00
  - 再放送：翌月前夜の水曜日 23:45 - 24:45

2018年度
- BSプレミアム特番：10月の土曜日 22:30 - 23:30（放送リストを参照。）
- BS4K：翌年２月の火曜日 7:30 - 8:30（第3回のみ 8:00 - 9:00、放送リストを参照。）
- NHK Eテレ「サイエンススペシャル フランケンシュタインの誘惑E+」：10月の金曜日 22:00 - 22:45（放送リストを参照。）

2019年度
- NHK Eテレ「サイエンススペシャル フランケンシュタインの誘惑E+」：毎週木曜日 22:00 - 22:45

2020年度
- BSプレミアム：毎月最終木曜日 21:00 - 22:00
  - 再放送：本放送の翌週月曜日 23: 45 - 24:45
- BS4K：BSP本放送後の翌週日曜日 20:45 - 21:45
- BSプレミアム「光と闇の科学者列伝」：放送リストを参照。

2021年度
- BSプレミアム：毎月最終木曜日 21:00 - 22:00
  - 再放送：本放送の翌週火曜日 23:45 - 24:45
- BS4K：毎月最終木曜日 21:00 - 22:00
- NHK Eテレ「フランケンシュタインの誘惑 科学史 闇の事件簿 2021」：毎週水曜日 22:00 - 22:45

2022年度
- BSプレミアム：毎月最終木曜日 21:00 - 21:45
  - 再放送：本放送の翌週月曜日 23:00 - 23:45
- BS4K：毎月最終木曜日 21:00 - 21:45
- NHK Eテレ「フランケンシュタインの誘惑29min.」：毎週火曜日 22:45 - 23:15

2023年度
- BSプレミアム[3]、BS（12月分〜）：毎月最終木曜日 21:00 - 21:45
  - 再放送：本放送の翌週火曜日 17:00 - 17:45
- BS4K  →  BSプレミアム4K：毎月一回[4]木曜日 21:00 - 21:45
  - 再放送：本放送の翌週火曜日 17:00 - 17:45

2024年度
- NHK BS：月曜日 22:45 - 23:30
- BSプレミアム4K：未定　※特集として放送する予定

## 放送リスト
2015年（特番）
| 回数 | 放送時間 | 放送時間      | 副題                      | ゲスト                                   |
| ---- | -------- | ------------- | ------------------------- | ---------------------------------------- |
| 1    | 3月5日   | 22:00 - 23:00 | “不死の細胞”狂想曲事件    | 島崎和歌子・篠原ともえ・仲野徹・谷口英樹 |
| 2    | 7月2日   | 22:00 - 23:00 | 愛と憎しみの錬金術 毒ガス | 池内了・西林仁昭                         |
| 3    | 11月26日 | 21:00 - 22:00 | 放射能 マリーが愛した光線 | 池内了・肥山詠美子                       |

2016 - 2017年度（レギュラー放送）
| 回数        | 放送日 | 放送日   | 副題                                                                                        | ゲスト                                       |
| ----------- | ------ | -------- | ------------------------------------------------------------------------------------------- | -------------------------------------------- |
| CASE01      | 2016年 | 4月28日  | 死ねない細胞 世界を救った黒人女性 の悲劇                                                    | 黒木登志夫・高橋政代                         |
| CASE02      | 2016年 | 5月26日  | 原爆誕生 科学者たちの“罪と罰”                                                               | 池内了・山下了                               |
| CASE03      | 2016年 | 6月30日  | 汚れた金メダル 国家ドーピング計画                                                           | 仲野徹・渡部厚一                             |
| CASE04      | 2016年 | 7月28日  | 人が悪魔に変わる時 史上最悪の心理学実験                                                     | 池内了・森津太子                             |
| CASE05      | 2016年 | 8月25日  | 切り裂きハンター 死のコレクション                                                           | 坂井建雄・仲野徹                             |
| CASE06      | 2016年 | 9月29日  | 握りつぶされたブラックホール （スブラマニアン・チャンドラセカール、アーサー・エディントン） | 池内了・大須賀健                             |
| CASE07      | 2016年 | 10月27日 | ドクター・デス 安楽死を処方する医師                                                         | 仲野徹・内藤いづみ                           |
| CASE08      | 2016年 | 11月24日 | 水爆 裏切りと欲望の核融合                                                                   | 池内了・笠田竜太                             |
| スペシャル1 | 2016年 | 12月29日 | 闇はなぜ生まれるのか                                                                        | 池内了・谷口英樹・肥山詠美子・山下了・栗原聡 |
| CASE09      | 2017年 | 1月26日  | “いのち”の優劣 ナチス 知られざる科学者                                                      | 仲野徹・松原洋一                             |
| CASE10      | 2017年 | 2月23日  | 脳を切る 悪魔の手術ロボトミー                                                               | 平孝臣・加藤忠史                             |
| CASE11      | 2017年 | 3月30日  | 宇宙に魂を売った男                                                                          | 池内了・阪本成一                             |
| CASE12      | 2017年 | 4月27日  | ゆがめられた天才 幻の世界システム                                                           | 池内了・川原圭博                             |
| CASE13      | 2017年 | 5月25日  | 地獄の炎 ナパーム弾                                                                         | 梅村一之・池内了                             |
| CASE14      | 2017年 | 6月29日  | ビタミン×戦争×森鷗外                                                                        | 仲野徹・佐々木敏                             |
| CASE15      | 2017年 | 7月27日  | 強制終了 人工知能を予言した男                                                               | 栗原聡・池内了                               |
| CASE16      | 2017年 | 8月31日  | 消された指紋                                                                                | 岩瀬博太郎・松本勉                           |
| CASE17      | 2017年 | 9月28日  | 人を操る 恐怖の脳チップ                                                                     | 池内了・平孝臣                               |
| CASE18      | 2017年 | 10月26日 | ザ・トゥルース（真実） 世界を変えた金融工学                                                 | 池内了・山嵜輝                               |
| CASE19      | 2017年 | 11月30日 | 麻酔 欲望の医療革命                                                                         | 菊地博達・谷口英樹                           |
| スペシャル2 | 2017年 | 12月28日 | 欲望のユートピア                                                                            | 池内了・栗原聡・佐々木敏・平孝臣・肥山詠美子 |
| CASE20      | 2018年 | 1月25日  | モンスター・スタディー 史上最悪の心理学スキャンダル                                         | 池内了・川合紀宗                             |
| CASE21      | 2018年 | 2月22日  | 幻の地震“予知” 日本を揺るがした大論争                                                       | 山岡耕春・池内了                             |
| CASE22      | 2018年 | 3月29日  | 人体蘇生 （ロバート・コーニッシュ）                                                         | 池内了・谷口英樹                             |

2018年度
| 回数   | 放送日 | 放送日   | 放送日（BS4K） | 放送日（BS4K） | 副題                      | ゲスト           |
| ------ | ------ | -------- | -------------- | -------------- | ------------------------- | ---------------- |
| 第一夜 | 2018年 | 10月13日 | 2019年         | 2月12日        | 超人類 ヒトか?機械か?     | 遠藤謙・池内了   |
| 第二夜 | 2018年 | 10月20日 | 2019年         | 2月19日        | 天才誕生 精子バンクの衝撃 | 仲野徹・松原洋一 |
| 第三夜 | 2018年 | 10月27日 | 2019年         | 2月26日        | クローン人間の恐怖        | 仲野徹・谷口英樹 |

2020年度
| 回数 | 放送日 | 放送日   | 副題                             | ゲスト                     |
| ---- | ------ | -------- | -------------------------------- | -------------------------- |
| 1    | 2020年 | 10月29日 | ノーベル賞 爆薬王の遺言          | 松永猛裕                   |
| 2    | 2020年 | 11月26日 | ナチスとアスペルガーの子どもたち | 窪島務・小俣和一郎・仲野徹 |
| 3    | 2021年 | 1月28日  | 科学者 野口英世                  | 岩田健太郎・榎木英介       |
| 4    | 2021年 | 2月25日  | 夢のエネルギー ”常温核融合”事件  | 成田晋也・笠田竜太         |
| 5    | 2021年 | 3月25日  | 愛と絶望の心理学実験             | 藤澤隆史・上野吉一         |

2021年度
| 回数       | 放送日 | 放送日   | 副題                                    |
| ---------- | ------ | -------- | --------------------------------------- |
| スペシャル | 2021年 | 6月26日  | ナチス 科学者たちの罪と罰               |
| 1          | 2021年 | 10月28日 | ナチス 人間焼却炉                       |
| 2          | 2021年 | 11月25日 | 大英博物館 世界最大の“泥棒”コレクション |
| 3          | 2022年 | 1月27日  | DDT 奇跡の薬か？ 死の薬か？             |
| 4          | 2022年 | 2月24日  | アンチエイジング 欲望の人体実験         |
| 5          | 2022年 | 3月24日  | 精神改造 恐怖の洗脳計画                 |

2023年度
| 回数 | 放送日 | 放送日                        | 副題                                |
| ---- | ------ | ----------------------------- | ----------------------------------- |
| 1    | 2023年 | 10月26日                      | 原爆スパイ 核兵器を拡散させた男     |
| 2    | 2023年 | 11月30日（4K） 12月28日（BS） | 恐竜 化石戦争                       |
| 3    | 2024年 | 1月25日（4K） 2月1日（BS）    | 鎮痛剤 オピオイド・クライシス       |
| 4    | 2024年 | 2月22日（4K） 2月29日（BS）   | タスキギー 史上最長の人種差別実験   |
| 5    | 2024年 | 3月21日（4K） 4月19日（BS）   | ディープフェイク リアルが揺らぐとき |

2024年度
| 回数 | 放送日 | 放送日  | 副題                                          |
| ---- | ------ | ------- | --------------------------------------------- |
| 1    | 2024年 | 11月4日 | ネズミの“楽園”実験 切り取られた研究成果       |
| 2    | 2024年 | 12月2日 | ウィローブルック 世界を救った非人道的医学研究 |
| 3    | 2025年 | 1月6日  | 幻の惑星 ヴァルカン                           |
| 4    | 2025年 | 2月3日  | サリンの父 サリンの子                         |
| 5    | 2025年 | 3月3日  | 虚飾の医療革命 背徳の女神と科学者たち         |

### 光と闇の科学者列伝
| 回数 | 放送時間 | 放送時間 | 放送時間      | 副題                                 | 初回話数     |
| ---- | -------- | -------- | ------------- | ------------------------------------ | ------------ |
| 1    | 2020年   | 6月3日   | 22:36 - 22:56 | サイボーグの父 ラルフ・モシャー      | 2018年第一夜 |
| 2    | 2020年   | 8月5日   | 22:35 - 22:55 | Mr.ロボトミー ウォルター・フリーマン | CASE10       |
| 3    | 2020年   | 8月12日  | 22:38 - 22:58 | 水爆の父 エドワード・テラー          | CASE08       |

### Eテレ版
E+ 2018年度
| 回数 | 放送日   | 副題                      | 初回回数    |
| ---- | -------- | ------------------------- | ----------- |
| 1    | 10月12日 | 人体蘇生                  | CASE22      |
| 2    | 10月19日 | 放射能 マリーが愛した光線 | 2015年第3回 |

E+ 2019年度
| 回数 | 放送日  | 副題                                  | 初回話数     |
| ---- | ------- | ------------------------------------- | ------------ |
| 1    | 4月4日  | 人体蘇生                              | CASE22       |
| 2    | 4月11日 | 原爆誕生 科学者たちの“罪と罰”         | CASE02       |
| 3    | 4月18日 | 水爆 欲望と裏切りの核融合             | CASE08       |
| 4    | 4月25日 | 脳を切る “悪魔の手術”ロボトミー       | CASE10       |
| 5    | 5月2日  | ゆがめられた天才 幻の世界システム     | CASE12       |
| 6    | 5月9日  | 地獄の炎 ナパーム                     | CASE13       |
| 7    | 5月16日 | 愛と憎しみの錬金術 毒ガス             | 2015年第2回  |
| 8    | 5月23日 | 人を操る 恐怖の脳チップ               | CASE17       |
| 9    | 5月30日 | 放射能 マリーが愛した光線             | 2015年第3回  |
| 10   | 6月6日  | 宇宙に魂を売った男                    | CASE11       |
| 11   | 6月13日 | 強制終了 人工知能を予言した男         | CASE15       |
| 12   | 6月20日 | 握りつぶされたブラックホール          | CASE06       |
| 13   | 6月27日 | ザ・トゥルース 金融工学革命           | CASE18       |
| 14   | 7月4日  | モンスター・スタディー                | CASE20       |
| 15   | 7月11日 | 麻酔 欲望の医療革命                   | CASE19       |
| 16   | 7月18日 | 汚れた金メダル 国家ドーピング         | CASE03       |
| 17   | 9月5日  | 超人類 ヒトか?機械か?                 | 2018年第一夜 |
| 18   | 9月12日 | “いのち”の優劣 ナチス知られざる科学者 | CASE09       |
| 19   | 9月19日 | 天才誕生 精子バンクの衝撃             | 2018年第二夜 |
| 20   | 9月26日 | クローン人間の恐怖                    | 2018年第三夜 |

2021
| 回数 | 放送日   | 副題                                  | 初回話数    |
| ---- | -------- | ------------------------------------- | ----------- |
| 1    | 9月8日   | ノーベル賞 爆薬王の遺言               | 2020年第1回 |
| 2    | 9月15日  | ナチスとアスペルガーの子どもたち      | 2020年第2回 |
| 3    | 9月22日  | 夢のエネルギー ”常温核融合”事件       | 2020年第4回 |
| 4    | 10月6日  | 愛と絶望の心理学実験                  | 2020年第5回 |
| 5    | 10月13日 | 消された指紋                          | CASE16      |
| 6    | 10月20日 | 幻の地震“予知” 日本を揺るがした大論争 | CASE21      |
| 7    | 11月3日  | ドクター・デス 死を処方する医師       | CASE07      |
| 8    | 11月10日 | ナチス 人間焼却炉                     | 2021年第1回 |

2022（29min.）
| 回数 | 放送日 | 放送日   | 副題                                 | 初回話数    |
| ---- | ------ | -------- | ------------------------------------ | ----------- |
| 1    | 2022年 | 11月29日 | いのちの優劣 ナチス 知られざる科学者 | CASE09      |
| 2    | 2022年 | 12月6日  | 愛と憎しみの錬金術 毒ガス            | 2015年第2回 |
| 3    | 2022年 | 12月13日 | 放射能 マリーが愛した光線            | 2015年第3回 |
| 4    | 2022年 | 12月20日 | 握りつぶされたブラックホール         | CASE06      |
| 5    | 2023年 | 1月10日  | 水爆 欲望と裏切りの核融合            | CASE08      |
| 6    | 2023年 | 1月17日  | 脳を切る “悪魔の手術”ロボトミー      | CASE10      |
| 7    | 2023年 | 1月31日  | 宇宙に魂を売った男                   | CASE11      |
| 8    | 2023年 | 2月7日   | 地獄の炎 ナパーム                    | CASE13      |
| 9    | 2023年 | 2月14日  | 強制終了 人工知能を予言した男        | CASE15      |

## 書籍
- 『闇に魅入られた科学者たち 人体実験は何を生んだのか』(2018年3月10日発売、NHK出版 ISBN 978-4-14-081735-3)[8]
  - 人体実験に関係したレギュラー放送第5・9・10・3・4回の内容にトークパートの未放送部分や放送後の最新情報等を加筆修正し書籍化。